# Yle HD
 (février 2014).
Si vous disposez d'ouvrages ou d'articles de référence ou si vous connaissez des sites web de qualité traitant du thème abordé ici, merci de compléter l'article en donnant les références utiles à sa vérifiabilité et en les liant à la section « Notes et références ».
Yle HD est une chaîne du groupe de télévision publique finlandaise Yle diffusée du 7 mars 2011 au 28 janvier 2014. Elle diffusée en semaine les programmes d'Yle TV2, et le week-end, ceux d'Yle TV1. 

## Programmes
Sa grille de programmes était celle d'Yle TV2 en semaine, et celle d'Yle TV1 le week-end. On pouvait y retrouver des séries, des divertissements, des documentaires et du sport.